# Pelourinho

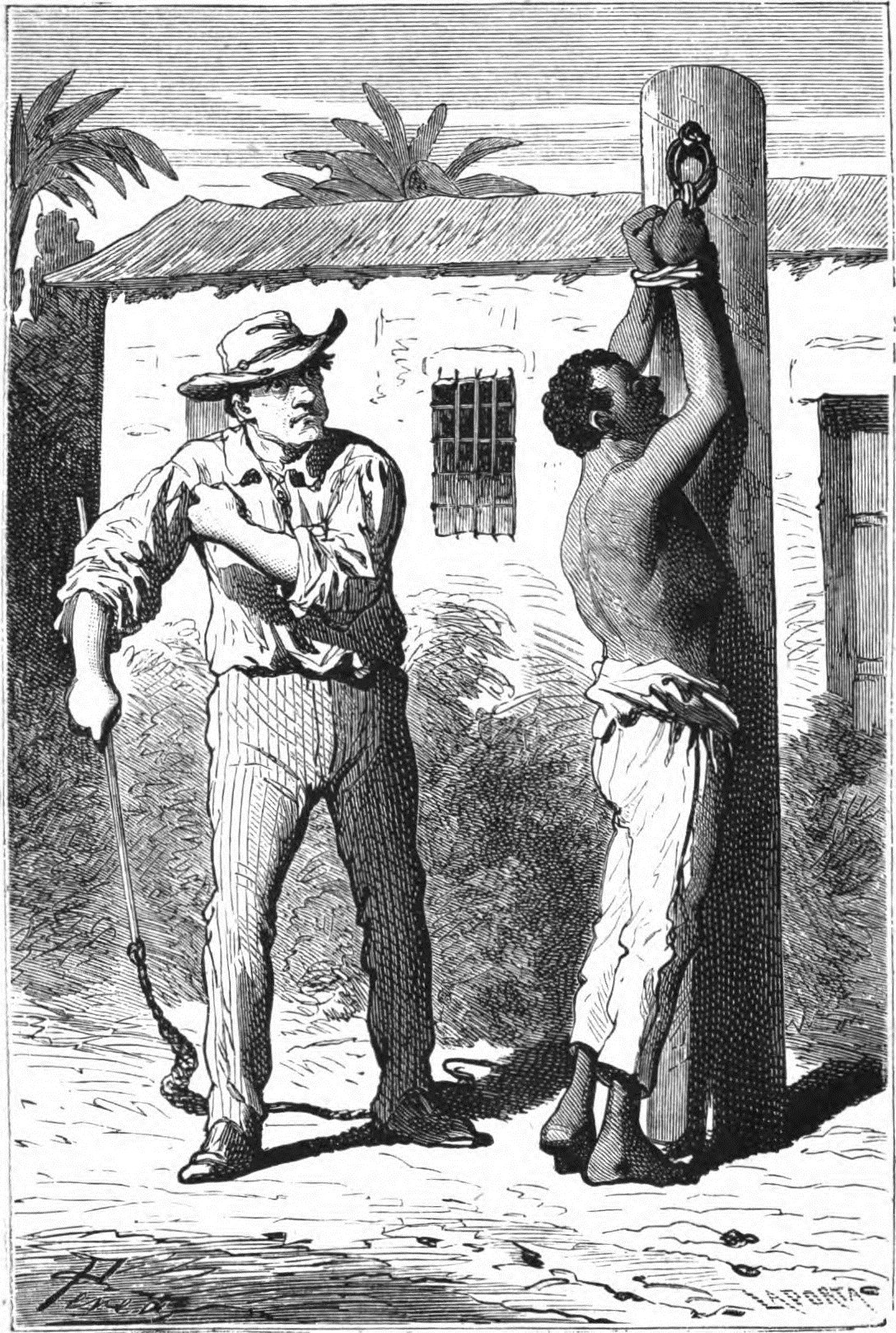
Mulato sendo açoitado em um pelourinho no Paraguai.

Um pelourinho é uma coluna de pedra, ou menos frequentemente de madeira, erigida em lugar público, junto à qual se expunham e castigavam os criminosos. Era o símbolo máximo da dignidade municipal e era costume estar na praça principal de uma cidade ou vila. Tinham direito a pelourinho os grandes donatários, os bispos, os cabidos e os mosteiros, enquanto proprietários dos senhorios e honras, como prova e instrumento da jurisdição feudal. Os pelourinhos também eram designados popularmente por picota [carece de fontes?].
Os pelourinhos foram, pelo menos desde finais do século XV, considerados o padrão ou o símbolo da liberdade municipal. Para alguns historiadores, como é o caso de Alexandre Herculano, o termo pelourinho só começa a aparecer no século XVII, em vez do termo picota, de origem popular. A partir dessa altura passou a ser apenas o marco concelhio. Antes dessa altura, segundo Herculano, o pelourinho era uma derivação, de costumes muito antigos, da erecção nas cidades do ius italicum das estátuas de Marsias ou Sileno, símbolos das liberdades municipais. Mas outros historiadores remetem para a Columna ou Columna Moenia romana, poste erecto em praça pública no qual os sentenciados eram expostos ao escárnio do povo.
Parece que antes do século XV terá havido algumas execuções nos pelourinhos. Mas a partir daí não há provas que tal sucedesse, pelo menos em relação às execuções capitais, que faziam na forca depois de ter sido exposto no pelourinho para conhecimento do povo.

## Em Portugal
|                                                                      |  |                                  |
| Pelourinho da Sertã no Miradouro Artur Caldeira Ribeiro, em Portugal |  | Pelourinho de Barcelos, Portugal |

Em Portugal, os pelourinhos ou picotas (esta a designação mais antiga e popular) dos municípios localizavam-se sempre em frente ao edifício da câmara, desde o século XII. Muitos tinham, no topo, uma pequena casa em forma de guarita, feita de grades de ferro, onde os delinquentes eram expostos para a vergonha pública. Noutros locais, os presos eram amarrados às argolas e açoutados ou mutilados, consoante a gravidade do delito e os costumes da época.
De estilo românico, gótico ou Manuelino, muitos dos pelourinhos em Portugal constituem exemplares de notável valor artístico.

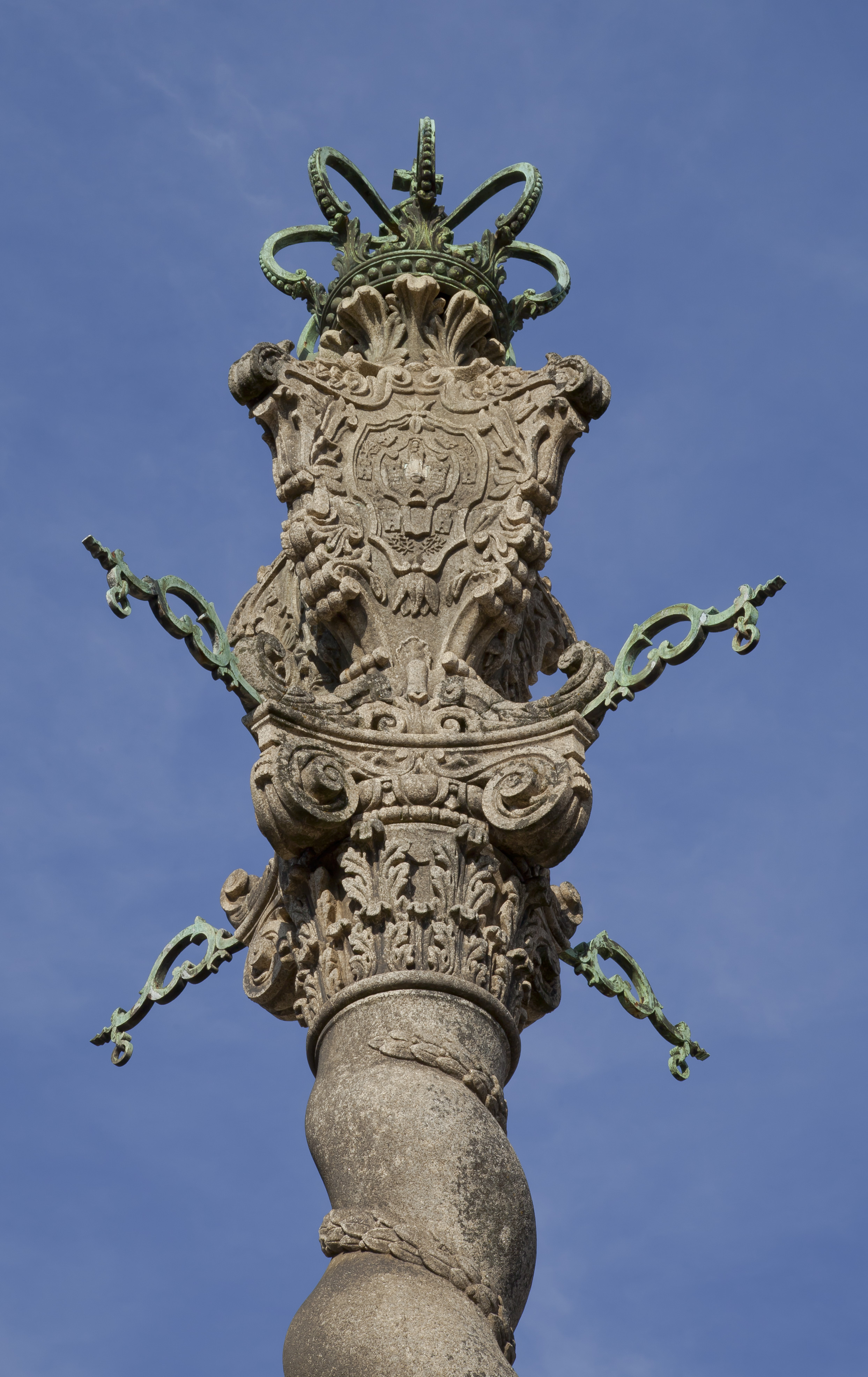
Detalhe do pelourinho do Porto, em Portugal

Segundo Alexandre Herculano e Teófilo Braga, os pelourinhos tiveram origem na columna moenia romana que distinguia com certos privilégios as cidades que os possuíam.
Os pelourinhos, normalmente, são constituídos por uma base sobre a qual assenta uma coluna ou fuste, terminando por um capitel.
Nalguns pelourinhos, em vez da base construída pelo homem, eram aproveitados afloramentos naturais.
Consoante o remate do pelourinho, estes podem classificar-se em:
- Pelourinhos de gaiola
- Pelourinhos de roca
- Pelourinhos de pinha
- Pelourinhos de coluço (gaiola fechada)
- Pelourinhos de tabuleiro (gaiola com colunelos)
- Pelourinhos de chaparasa
- Pelourinhos de bola
- Pelourinhos tipo bragançano
- Pelourinhos extravagantes (de características invulgares)

Muitos pelourinhos foram destruídos pelos liberais a partir de 1834 por os considerarem um símbolo de tirania.

## No Brasil

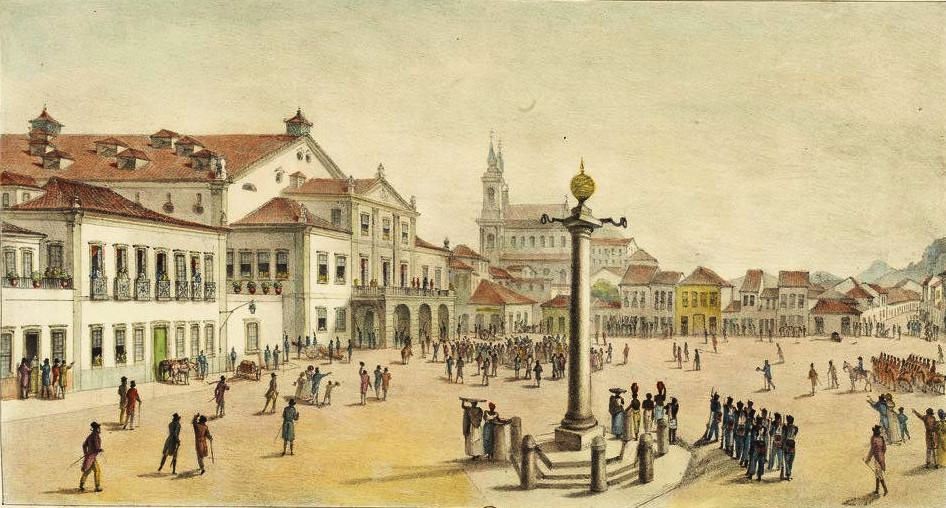
Vista do Rossio (atual Praça Tiradentes) no Rio de Janeiro, no Brasil, com o pelourinho ainda de pé. Pintura de Debret (1834).

No Brasil, também houve pelourinhos na época colonial, trazidos por D. Maria I, e também antes, servindo como símbolos do poder público e lugar de castigo para criminosos, negros escravizados que lutavam por liberdade e homossexuais, inclusive se improvisavam nos navios os chamados Pelourinhos, para a Pena e/ou Pecado.

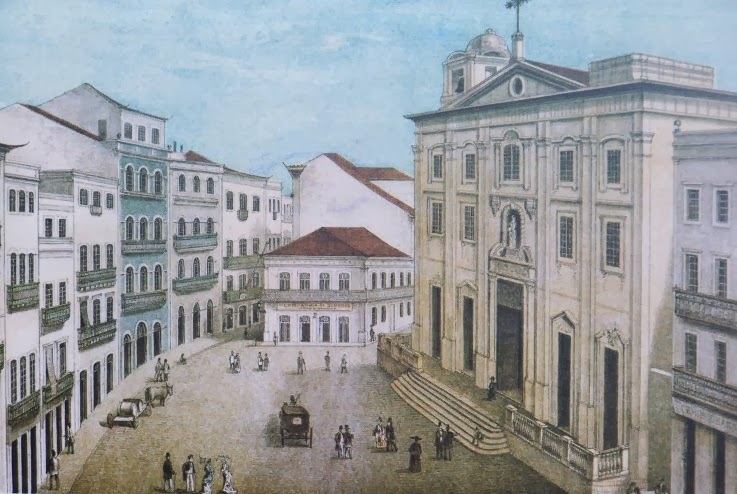
O antigo Largo do Pelourinho do Recife, demolido em 1913, foi uma das principais perdas no projeto de modernização do centro histórico da capital pernambucana.

O Pelourinho era invocado após sentença de um Comitê, composto de teólogos, tanto na terra como no mar. No mar era um Comitê de Capelães navais. Atualmente, os únicos que existem são:
- Pelourinho de Paranaguá, no Paraná;
- Pelourinhos de Alcântara e São Luís (pedestal, descoberto em 2014 pelo historiador Euges Lima) no Maranhão;
- Pelourinho de Mariana, em Minas Gerais, reconstruído em 1970;
- Pelourinho de Óbidos, no Pará, localizado na praça central da cidade;
- Pelourinho de Rio Grande, no Rio Grande do Sul, que está localizado no centro histórico da cidade, onde atualmente é o mercado de peixe, embora geralmente se improvisavam em uma Árvore, ou Mastro do Navio, no mar.
- Pelourinho de São Mateus, no Espírito Santo, localizado no antigo Porto.
- Pelourinho de Sorocaba, instalado em 1599[4] próximo ao Morro de Ipanema onde Afonso Sardinha havia encontrado minério de ferro. Foi transferido em 1611 para o local atual, na Vila de São Felipe, embrião de Sorocaba.[5]
- Pelourinho de Campos dos Goytacazes, Rio de Janeiro, no Centro.